# Prooncholaimus megastoma
Prooncholaimus megastoma is een rondwormensoort uit de familie van de Oncholaimidae. De wetenschappelijke naam van de soort is voor het eerst geldig gepubliceerd in 1863 door Eberth.